# Chris Björin
Christer 'Chris' Björin is een Zweeds professioneel pokerspeler. Hij won onder meer het $1.500 Pot Limit Omaha-toernooi van de World Series of Poker 1997 (goed voor een hoofdprijs van $169.200,-) en het $3.000 No Limit Hold'em-toernooi van de World Series of Poker 2000 (goed voor $334.110,-). Op de World Series of Poker 2011 speelde hij zich voor de zestigste keer naar een geldprijs in een WSOP-toernooi, wat voor hem alleen Phil Hellmuth, Men Nguyen, Chris Ferguson, Erik Seidel en (drie dagen eerder dan Björin) Humberto Brenes presteerden.
Björin verdiende tot en met juni 2014 meer dan $5.500.000,- in pokertoernooien (cashgames niet meegerekend).

## Wapenfeiten
Björin begon in 1989 met het oppikken van prijzen in professionele pokertoernooien, in Engeland en de Verenigde Staten. Het eerste toernooi dat hij won was het No Limit Hold'em-toernooi van de Manx Classic 1990 op het Isle of Man, goed voor $12.356,-. Een jaar later speelde Björin zich voor het eerst naar prijzengeld op de World Series of Poker. Daar was hij in het $1.500 Omaha Pot Limit-toernooi ook meteen dicht bij zijn eerste WSOP-titel, maar An Tran veroordeelde hem tot de tweede plaats.
Björins eerste WSOP-titel was opnieuw dichtbij in het $1.500 Omaha 8 or Better-toernooi van de World Series of Poker 1994. Deze keer werd hij tweede door toedoen van T.J. Cloutier. Drie jaar later was het niettemin alsnog raak en op de WSOP jaargang 2000 opnieuw. Een derde overwinning in een WSOP-toernooi ontglipte hem vervolgens een paar keer net. Zo werd Björin onder meer tweede in het $1.500 No Limit 2-7 Lowball-toernooi van de World Series of Poker 2011 (achter Matt Perrins) en derde in zowel het $2.500 H.O.R.S.E-toernooi van de World Series of Poker 2007 als in het £2.500 No Limit Hold'em - Six Handed-toernooi van de World Series Of Poker Europe in 2010.
Het $10.000 No Limit Hold'em Championship van de WPT L.A. Poker Classic 2003 was het eerste toernooi van de World Poker Tour (WPT) waarop Björin zich naar een geldprijs speelde. Voor zijn elfde plaats kreeg hij $21.335,- mee. Later werd hij onder meer negende in het $10,000 No Limit Hold'em-toernooi van de WPT World Poker Finals 2003 (goed voor $54.775,-) en tiende in het $15.000 No Limit Hold'em - WPT Championship Event van Festa al Lago 2009 (goed voor $47.710,-).
Ook op de European Poker Tour (EPT) liet Björin zich opmerken, voor het eerst in april 2010. Hij werd toen in een tijdspanne van elf dagen 68e in het €5.000 No Limit Hold'em - Main Event van de EPT San Remo (goed voor $17.662,-) als 112e in het  €10.000 No Limit Hold'em - Main Event van de EPT Grand Final in Monte Carlo (goed voor $19.969,-).

## Titels
Björin won ook een reeks toernooien die niet tot de WSOP, WPT of EPT behoren, zoals:
- het $1.500 Pot Limit Omaha-toernooi van de Hall of Fame Poker Classic 1992 ($71.400,-)
- het $2.500 No Limit Deuce to Seven-toernooi van de Queens Poker Classic III 1993 ($33.750,-)
- het £500 Omaha-toernooi van het Festival Of Poker 1993 in Londen ($22.293,-)
- het $500 Omaha Hi/Lo-toernooi van de Queens Poker Classic IV 1994 in Las Vegas ($42.200,-)
- het $500 Seven Card Stud Hi/Lo Split-toernooi van de LA Poker Classic IV 1995 in Los Angeles ($16.600,-)
- het $1.500 Limit Omaha Hi/Lo Split-toernooi van de Hall of Fame Poker Classic 1995 in Las Vegas ($68.400,-)
- het $1.000 Limit Seven Card Stud Eight or Better-toernooi van het United States Poker Championship 1996 in Atlantic City ($36.200,-)
- het $1.000 Omaha Hi-Lo Split-toernooi van het United States Poker Championship 1999 in Atlantic City ($26.800,-)
- het $500 Seven Card Stud Eight-or-Better-toernooi van de World Poker Challenge 2002 in Reno ($13.051,-)
- het £1.000 Pot Limit Omaha-toernooi van de European Poker Championships 2002 in London ($59.975,-)
- het $1.000 Pot Limit Omaha-toernooi van de Four Queens Poker Classic 2002 in Las Vegas ($31.420,-)
- het $1.000 No Limit Hold'em-toernooi van de Four Queens Poker Classic 2002 in Las Vegas ($40.350,-)
- het £250 Pot Limit Omaha-toernooi van de British Open 2003 in London ($45.985,-)
- het $2.500 Seniors No Limit Hold'em-toernooi van de Fourth Annual Five-Star World Poker Classic 2006 in Las Vegas ($174.880,-)
- het $2.500 Seniors No Limit Hold'em-toernooi van de Fifth Annual Five Diamond World Poker Classic 2006 in Las Vegas ($152.445,-)
- het $1.000 No Limit Hold'em-toernooi van de Wynn Classic 2010 in Las Vegas ($41.195,-)
- het £2.000 European 8-Game Championship van de EPT London 2010 ($86.382,-)
- het $1.000 No Limit Hold'em - Seniors-toernooi van de Ninth Annual Five Star World Poker Classic 2011 in Las Vegas ($20.945,-)

## WSOP-titels
| Jaar                       | Toernooi                | Prijs      |
| -------------------------- | ----------------------- | ---------- |
| World Series of Poker 1997 | $1.500 Pot Limit Omaha  | $169.200,- |
| World Series of Poker 2000 | $3.000 No Limit Hold'em | $334.110,- |